# Bill Young
William K. Young, detto Bill (Sydney, 4 marzo 1974), è un ex rugbista a 15, allenatore di rugby a 15 e imprenditore australiano, pilone dei Brumbies di Canberra, tra il 2009 e il 2010 allenatore della mischia dello stesso club e attualmente imprenditore nel ramo alberghiero.

## Biografia
Cresciuto a Kingsgrove, sobborgo di Sydney, entrò nelle giovanili del West Harbour e, in seguito, fu ingaggiato dall'Eastwood, sua squadra di club per tutta la carriera.
Fu Nazionale Under-21 nel 1995 e nel 1998 divenne professionista, ingaggiato dalla franchise di Super 12 dei Brumbies di Canberra; nel 2000 esordì negli Wallabies a Parigi contro la Francia, e l'anno successivo vinse il Super 12 2001 con i Brumbies.
Inserito nella rosa dei giocatori che presero parte alla Coppa del Mondo di rugby 2003 in Australia, dove gli Wallabies arrivarono in finale, poi sconfitti dall'Inghilterra, Young vinse un secondo titolo del Super 12 nel 2004.
Disputò il suo ultimo incontro internazionale nel corso del Tri Nations 2005 contro la Nuova Zelanda e il suo ultimo torneo professionistico nel 2006 dopodiché, nel luglio di quell'anno, annunciò il ritiro dopo 100 incontri di Super Rugby e 46 internazionali a causa di problemi al collo.
Proveniente da una famiglia attiva nel settore alberghiero, Young lavora fin dal suo ritiro per un hotel di famiglia, il Concord; nel 2007 fu tuttavia allenatore in seconda dei Rams, formazione dell'effimero Australian Rugby Championship (tenutosi per una sola stagione) e, nel biennio 2009-2010, tecnico della mischia dei Brumbies.
Attualmente ha rilevato in proprio la gestione dell'albergo di famiglia.
All'attivo di Young anche un invito nei Barbarians in occasione dell'incontro di fine tour della Nuova Zelanda del 2004.

## Palmarès
- Super Rugby: 2
Brumbies: 2001, 2004